# Владышино (Тверская область)
Владышино — деревня в Кимрском районе Тверской области. Входит в состав Ильинского сельского поселения.

## География
Находится в юго-восточной части Тверской области на расстоянии приблизительно 13 км на север-северо-запад по прямой от районного центра города Кимры в левобережной части района.

## История
Известна была с 1628 года как владение владение боярина Богдана Хитрово. В 1783 году 17 дворов. В 1859 году здесь (деревня Корчевского уезда Тверской губернии) было учтено 11 дворов, в 1887 — 13. Ныне имеет дачный характер.

## Население
Численность населения: 82 человека (1783 год), 66 (1859 год), 79 (1887), 0 как в 2002 году, так и в 2010.